# 경성부
경성부(일본어: 京城府 게이조후[*])는 일제강점기 때에 존재했던 행정 구역으로, 현재의 대한민국 서울특별시에 해당한다. 조선과 대한제국의 수도였던 한성부는 1910년 한일 병합 조약 체결 이후에 일본 제국의 조선 식민 지배의 행정 중심지로서 경성부로 불리게 되었고, 경기도에 편입되어 도청 소재지가 되었다. 
도시화가 진행됨에 따라 1936년에는 고양군·시흥군·김포군의 일부를 경성부에 편입시켜 면적이 1914년 행정구역 개편 때보다 4배로 확장된 133.94km2가 되었고, 용산·영등포·동부출장소를 두었다. 1943년 6월 10일, 인구 증가에 따라 구가 설치되었다.
1945년 8.15 광복 이후에도 잠시 경성으로 불렸으나, 1946년 9월 28일 미군정에 의하여 경기도에서 분리해 서울특별자유시(―特別自由市)가 되었다. 이후 대한민국 정부 출범 다음 해인 1949년 8월 15일에 서울특별시가 되었다.

## 행정구역 변천
1910년 10월 1일 시행된 〈조선총독부지방관관제〉에 따라 한성부는 경성부(京城府)로 개칭되고, 경기도에 편입되었다. 1911년 4월 1일부터 5부 8면제를 실시하여 종전대로 성내(城內)는 5부로 구분하고, 성밖(城外)은 용산·서강·숭신·두모(豆毛)·인창(仁昌)·은평·연희·한지(漢芝)의 8면(面)으로 구분하였다. 
그러나, 1914년 4월 1일에 용산·숭신·인창·한지·두모면의 일부만 경성부에 두고 8면의 나머지 지역(성저십리 대부분 지역)은 모두 고양군에 편입되어 5부 8면제는 폐지되었다. 또, 이 날부터 한성부 방·계·동 제도는 폐지되었고, 경성부의 행정구역을 186개 동(洞)으로 하여 경성부가 직할하는 대대적인 행정구역 개편이 단행되었다.
1914년 9월 27일부터 경성부에 동부·서부·북부·용산의 4개 출장소를 설치하고 업무를 처리하였다. 그러나, 이 출장소 제도는 설치된 지 겨우 1년 2개월 후인 1915년 6월 17일 용산출장소만 남기고 폐지되었다. 1936년 3월 23일, 조선총독부 경기도 고시 제32호에 따라 경성부의 행정구역의 명칭이 기존의 “~동”(洞)에서 “~정(町)”으로 개칭되었고, 같은 해 4월 1일에는 경기도 고양군 용강·연희·한지면, 시흥군 영등포읍·북면, 김포군 양동면 양화리 등이 경성부로 편입되었다.
| 개편 전 | 개편 후                                                                                  |
| --- | ---------------------------------------------------------------------------------------- |
| 고양군 용강면 아현리                                                                                         | 아현정                                                                                   |
| 고양군 용강면 여율리(汝栗里)                                                                                 | 영등포출장소 여의도정(汝矣島町)                                                          |
| 고양군 연희면 대현리, 노고산리, 창천리, 동세교리, 신촌리, 봉원리, 북아현리, 연희리                           | 대현정, 노고산정, 창천정, 동교정, 신촌정, 봉원정, 북아현정, 연희정                       |
| 고양군 은평면 홍제내리, 부암리, 홍지리, 신영리                                                               | 홍제정, 부암정, 홍지정, 신영정                                                           |
| 고양군 숭인면(崇仁面) 돈암리(敦岩里), 성북리(城北里), 안암리(安岩里), 종암리(鍾岩里), 제기리, 신설리, 청량리 | 돈암정(敦岩町), 성북정(城北町), 안암정(安岩町), 종암정(鍾岩町), 제기정, 신설정, 청량리정 |
| 고양군 한지면 상왕십리, 하왕십리, 마장리, 사근리, 행당리, 신당리 등                                          | 상왕십리정, 하왕십리정, 마장정, 사근정, 행당정, 신당정 등                                |
| 시흥군 북면 도림리 일부(현재의 도림동, 문래동)·신길리·본동리(本洞里)·노량진리·흑석리·동작리·번대방리         | 영등포출장소 도림정·신길정·본동정·노량진정(鷺梁津町)·흑석정·동작정·번대방정              |
| 시흥군 영등포읍 영등포리·당산리·양평리                                                                       | 영등포출장소 영등포정·당산정·양평정                                                      |
| 시흥군 동면 상도리                                                                                           | 영등포출장소 상도정                                                                      |
| 김포군 양동면(楊東面) 양화리                                                                                 | 영등포출장소 양화정                                                                      |

1936년 7월 23일 동부출장소(東部出張所)와 영등포출장소(永登浦出張所)가 설치되었고, 1940년 7월 1일 서부출장소가 설치되어 4개의 출장소가 경성부 하부관아로서 경성부 업무를 보조하였다. 1943년 6월 10일, 인구 증가에 따라 출장소 제도가 폐지되고 구제가 처음으로 실시되었다. 도성 내에 종로구(鍾路區)와 중구(中區)를 신설하고, 동부출장소를 분할하여 동대문구(東大門區)와 성동구(城東區)로, 서부출장소를 서대문구(西大門區)로, 용산출장소를 용산구(龍山區)로, 영등포출장소를 영등포구(永登浦區)로 하여 7개구를 설치하고, 행정기구로 구역소(区役所)를 두고 업무를 수행하였다.
| 구역소 명칭 | 관할 구역 |
| ----------- | --- |
| 종로구      | |
| 중구        | 북미창정, 남미창정, 장곡천정, 태평통1정목, 태평통2정목, 남대문통, 봉래정1정목, 봉래정2정목, 욱정(旭町)1정목(丁目)·2정목·3정목, 장교정, 무교정, 다옥정, 명치정일정목, 명치정이정목, 남산정1~3정목, 영락정1~2정목, 본정1~4정목, 대화정(大和町) 1~3정목, 주정(鑄町), 일지출정(日之出町), 왜성대정(倭城臺町), 동서헌정(東西軒町), 서사헌정(西四軒町), 신정(新町), 화원정(花園町), 병목정(竝木町), 광희정(光熙町) 1정목,2정목, 초음정(初音町), 앵정목1정목,2정목, 황금정1정목(黃金町一丁目)~7정목, 주교정, 방산정, 입정정, 임정(林町), 약초정(若草町) |
| 동대문구    | 돈암정(敦岩町), 창신정(昌信町), 숭인정(崇仁町), 신설정(新設町), 용두정(龍頭町), 안암정(安岩町), 제기정(祭基町), 청량리정(淸凉里町), 회기정(回基町), 이문정(里門町), 휘경정(徽慶町), 전농정(典農町), 종암정(鍾岩町), 답십리정(踏十里町), 성북정(城北町) |
| 성동구      | 상왕십리정, 하왕십리정, 마장정, 사근정, 행당정, 응봉정, 금호정, 옥수정, 신당정 |
| 서대문구    | 부암정, 홍지정, 신영정, 은행정(銀杏町), 송월정, 홍파정, 평동정, 교남정, 교북동, 서소문정, 정동정(貞洞町), 화천정(和泉町), 의주통1정목, 의주통2정목, 중림정, 봉래정3정목, 봉래정4정목, 죽첨정, 합정(蛤町), 미근정, 북아현정, 냉천정, 천연정, 옥천정, 관정(館町), 현저정, 대신정, 대현정, 신촌정, 봉원정, 창천정, 연희정, 홍제정, 공덕정, 신공덕정, 아현정, 신수정, 현석정, 구수정, 신정정, 창전정, 상수정, 하중정, 당인정, 서교정, 동교정, 합정정                                                                                                 |
| 용산구      | 삼판통 |
| 영등포구    | 영등포구역소(소재지: 양화정) 당산정·영등포정·여의도정·도림정·신길정·양화정·양평정·본동정·노량진정·상도정·흑석정·동작정 |

1944년 11월 1일, 서대문구 일부와 용산구 일부를 분리하여 마포구(麻浦區)를 신설하였다. 이렇게 경성부 아래 설치되었던 8개의 구(區)가 현재의 구(區廳)의 전신이다.
| 개편 전 | 개편 후 |
| --- | --- |
| 서대문구 공덕정, 신공덕정, 아현정, 신수정, 현석정, 구수정, 신정정, 창전정, 상수정, 하중정, 당인정, 서교정, 동교정, 합정정 | 마포구 공덕정, 신공덕정, 아현정, 신수정, 현석정, 구수정, 신정정, 창전정, 상수정, 하중정, 당인정, 서교정, 동교정, 합정정 |
| 용산구 도화정, 마포정, 용강정, 토정정, 대흥정, 염리정,                                                                    | 마포구 도화정, 마포정, 용강정, 토정정, 대흥정, 염리정                                                                   |

## 시가지 확장
1919년, 경성의 인구는 48만 8천 명이었다. 이후, 일본인들의 이주 등 여러 가지 사정으로 인구가 계속 증가하고 일본인 주택지가 새로 조성되었다. 남산 북사면(北斜面) 일대의 필동·남산동·인현동·쌍림동·장충동·회현동과 남대문 밖 서울역 부근의 후암동·청파동·효창동·용문동·원효로 등 용산 방면에 일본인 주택지가 생겨 일본식 목조가옥이 늘어서게 되었다. 또한, 을지로와 명동·충무로에 일본인 상가도 형성되었던 것이다.
경성부는 종로·남대문로·태평로를 중심으로 번화한 도심지가 형성되어 갔고, 청량리·마포·돈암동·영천(靈泉)·영등포 등의 전차 종점과 전차 노선 부근도 도시화가 이루어졌으나, 그 주변은 근교 농촌이었다. 그 밖에 아현동 일대와 숭인동·신설동 등에는 조선인 주택지가 조성되어 갔다.
일제는 시가지를 정리한다는 명분으로 1913년에 성벽을 헐어 도로를 만들고 시가지를 확장하여 경성부는 성곽 도시의 면모를 잃게 되었다. 또한 1914년에 경성부 외곽이었던 옛 성저십리 지역을 고양군에 편입하여 경성부 면적을 축소하였다. 1936년 고양군으로 넘어간 한지면, 용강면 일대와 연희면 및 숭인면 일부가 경성부로 재편입 되었고 시흥군 영등포읍 일대와 북면 일부, 김포군 양동면 양화리가 신규 편입됨으로써 경성부 행정구역이 확장되었다.
1939년에는 남대문에서 종로·을지로·퇴계로 등 도심부는 상업 지역, 영등포·용산에서 마포·서강 일대와 청계천 하류의 답십리 일대는 공업 지역, 그 밖은 주택지구로 정하는 지역제(地域制)를 실시함으로써 서울은 점차 근대적 도시의 틀을 갖추게 된다.
1939년 조선총독부는 병참기지화의 일환으로 이른바 '제2차 대경성계획'이라는 이름으로 인천(경인선) 권역의 경성부 편입을 검토한 적이 있었다. 당시 편입이 검토된 지역으로는 경기도 시흥군 동면(현 서울 금천구, 구로구 동부, 영등포구 대림동, 동작구 신대방동, 관악구 대부분), 서면 일부(현 경기 광명시 일부), 부천군 소사면/부내면/오정면(현 경기 부천시, 서울 구로구 서부, 인천 부평구, 계양구 남부), 계양면(현 인천 계양구 북부), 서곶면(현 인천 서구), 김포군 양서면/양동면(현 서울 강서구, 양천구) 등이 있었다.

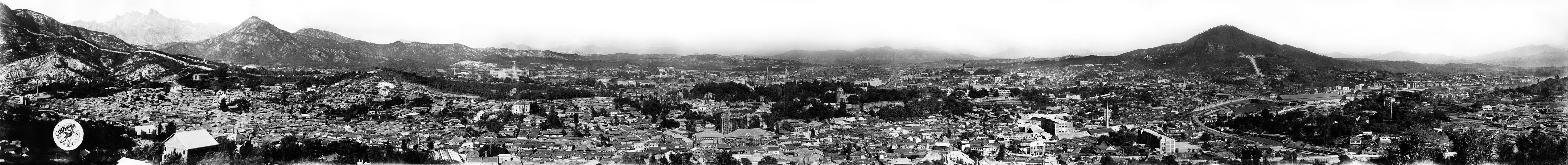
경성부의 파노라마 사진.

## 경성부의 풍경

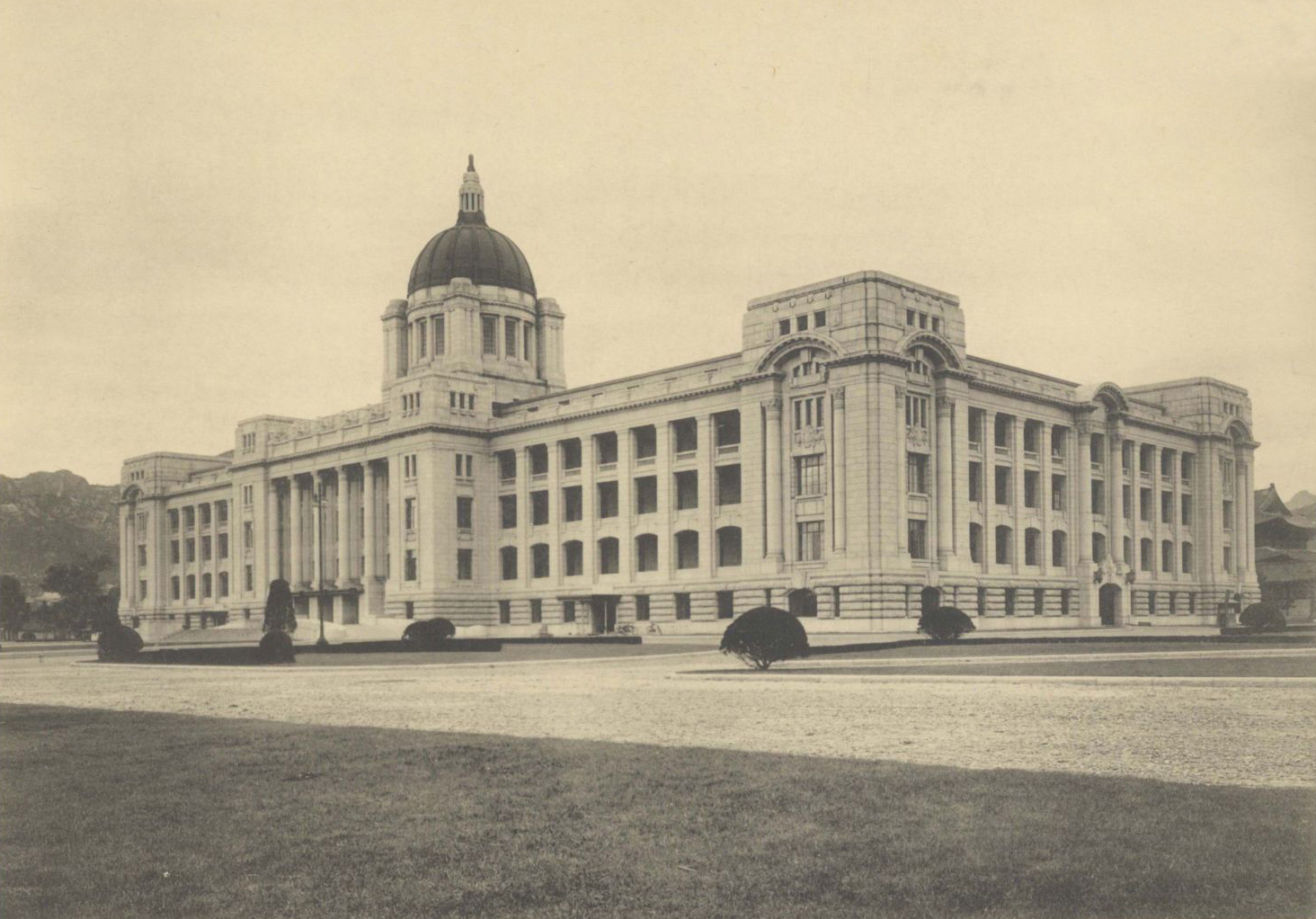
조선총독부(경복궁 내 청사)
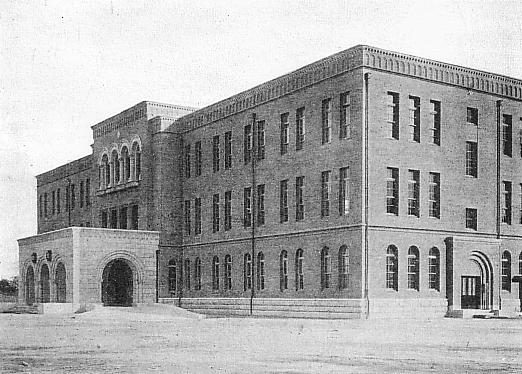
경성사법청사
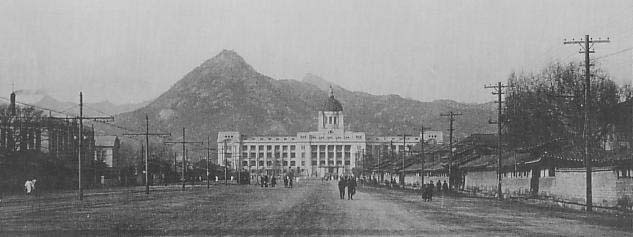
광화문거리 (光化門通, 현 세종로)
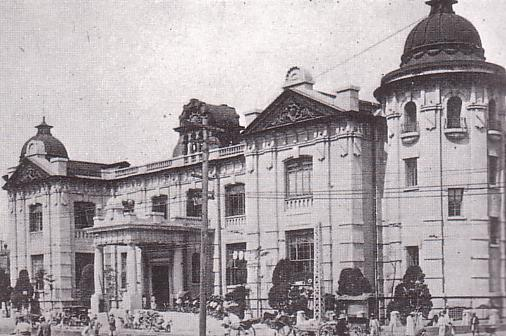
조선은행
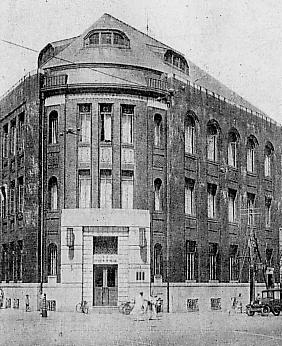
조선상업은행 본점
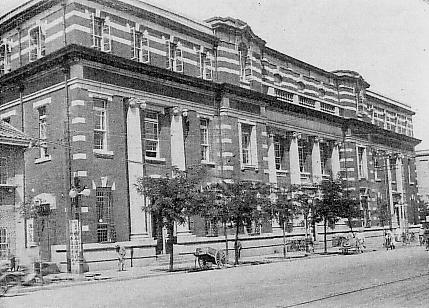
조선식산은행 본점
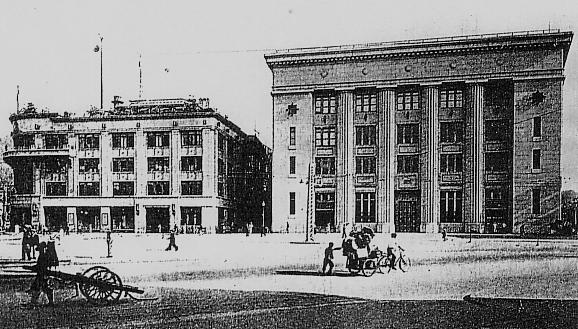
미쓰코시 백화점 경성점과 조선저축은행
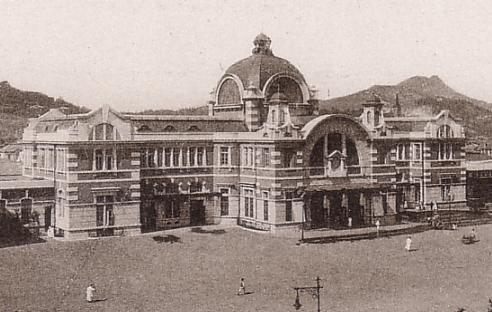
경성역
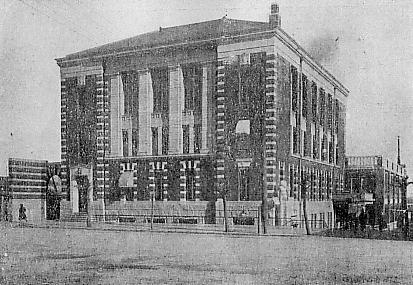
경성일보 사옥
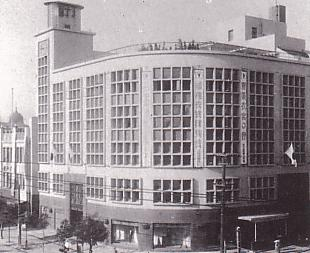
조지야 백화점
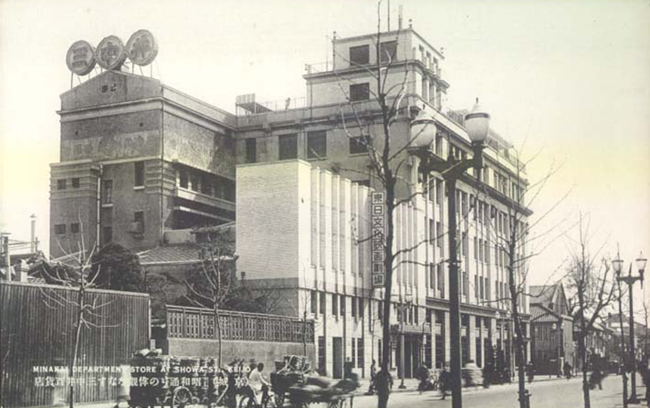
미나카이 백화점
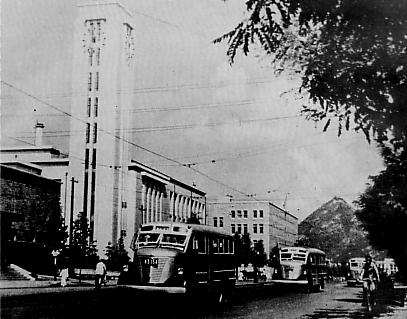
경성부민관
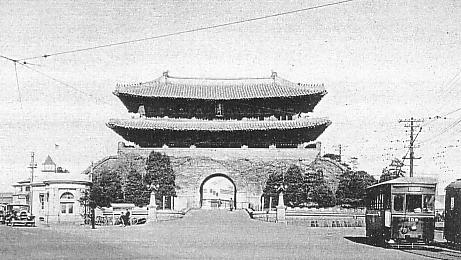
남대문
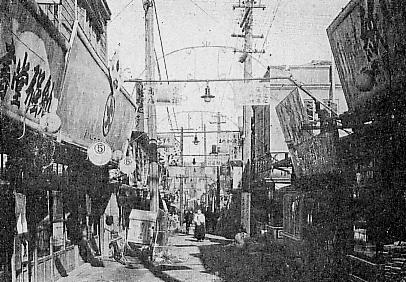
명동초 (명동)
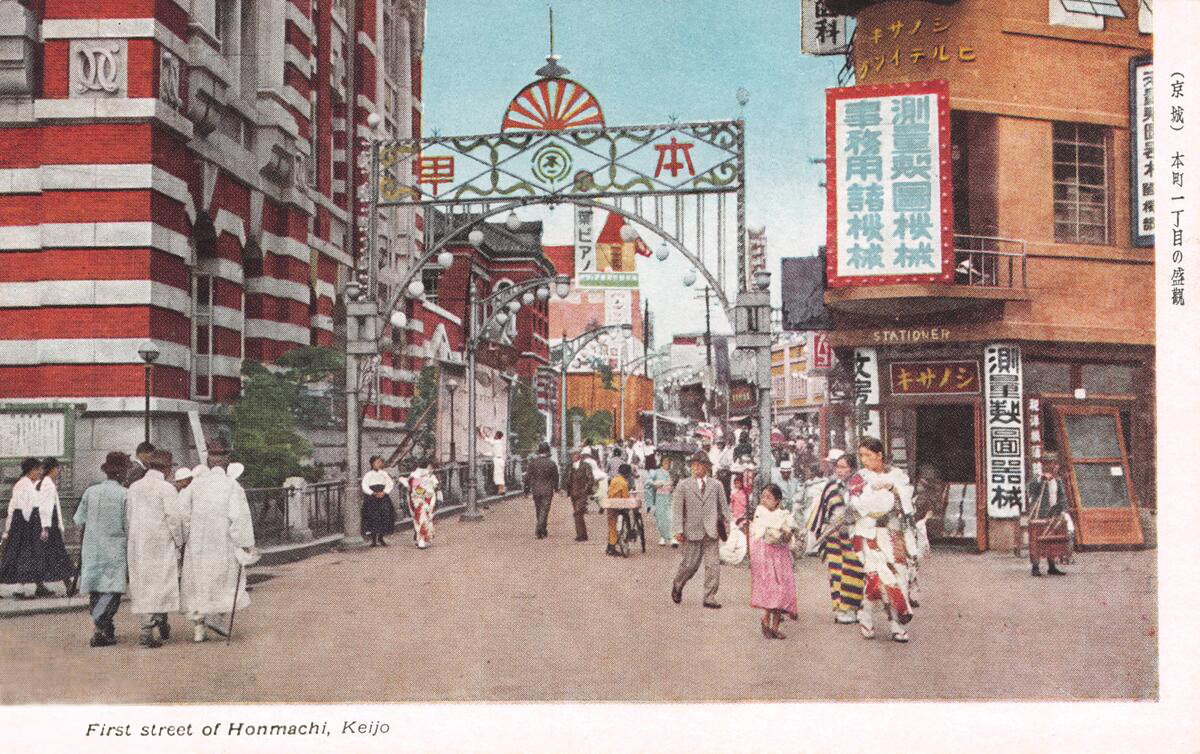
혼마치 (本町, 현 충무로)
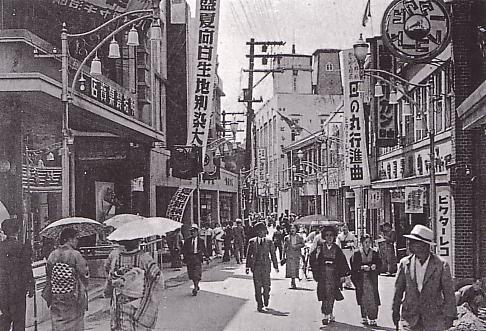
혼마치（本町, 현 충무로）
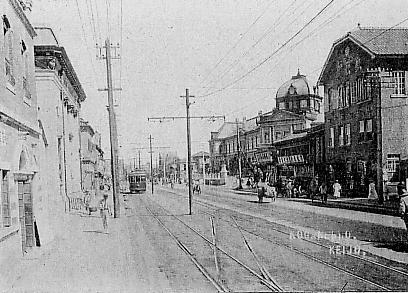
코가네초 (黄金町, 현 을지로）
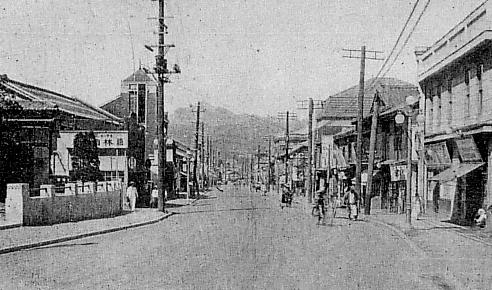
에이라쿠초 (永楽町, 현 중구 저동）
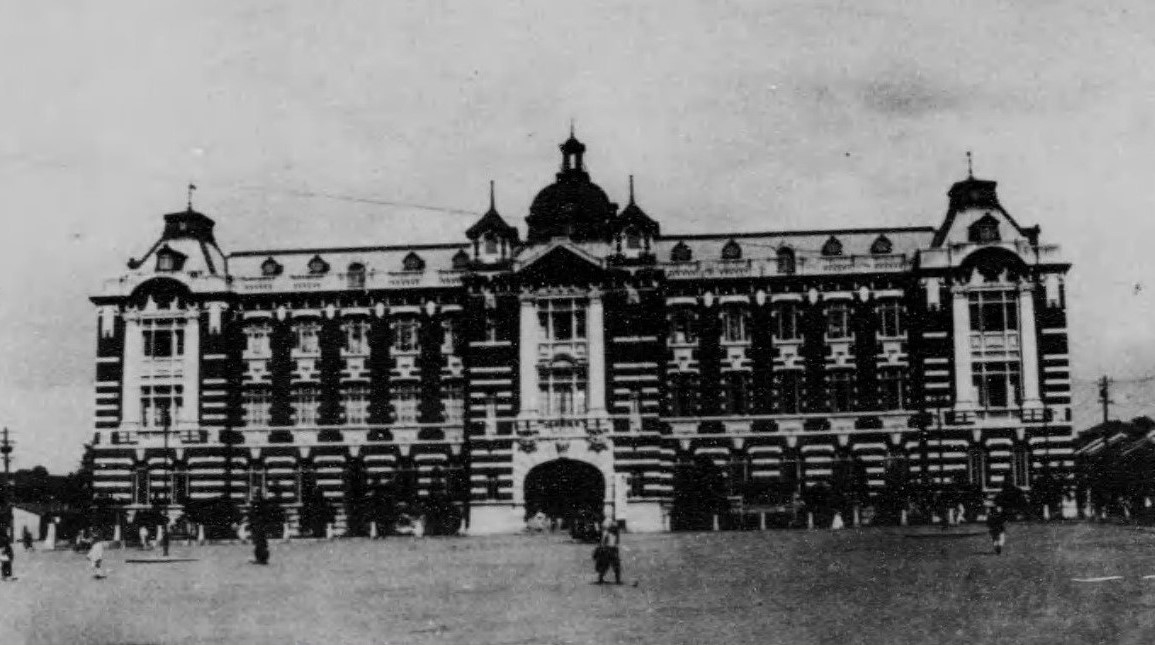
경성우편국
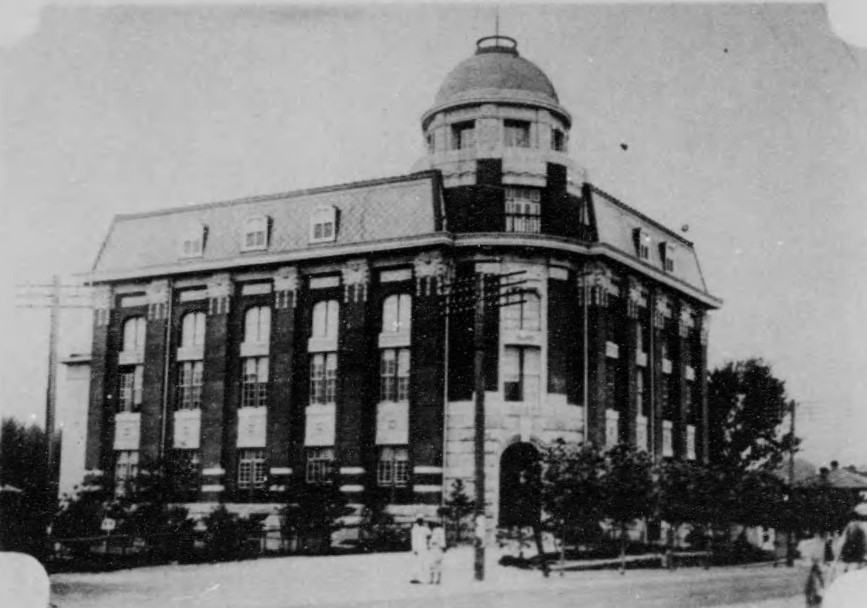
경성공민관
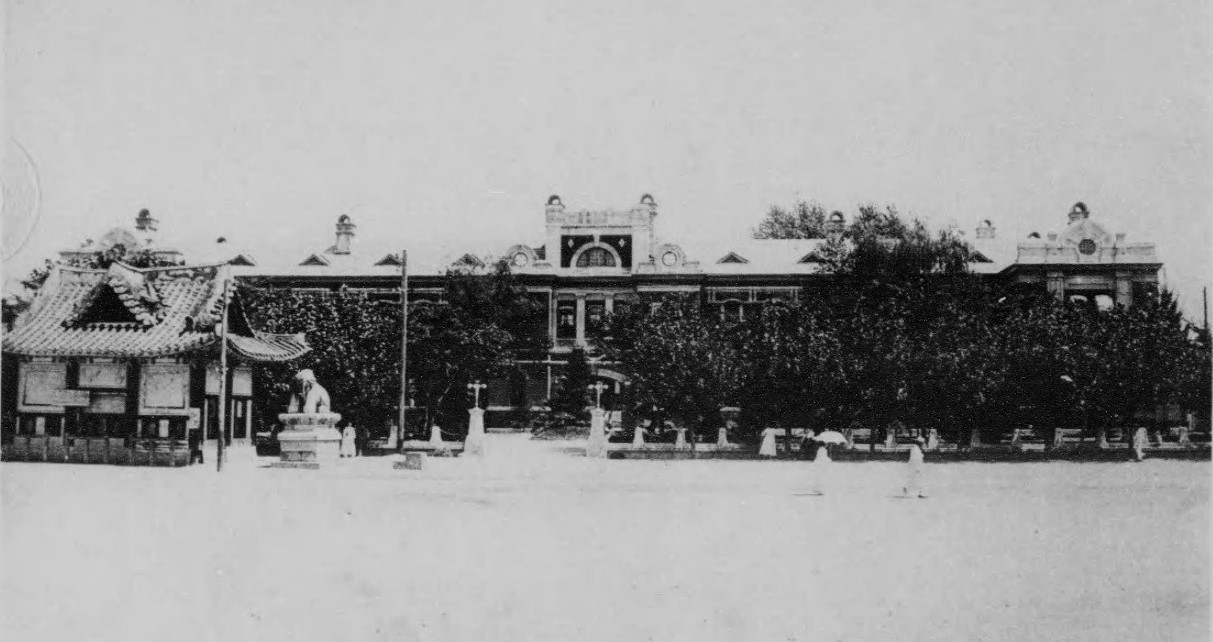
경기도청
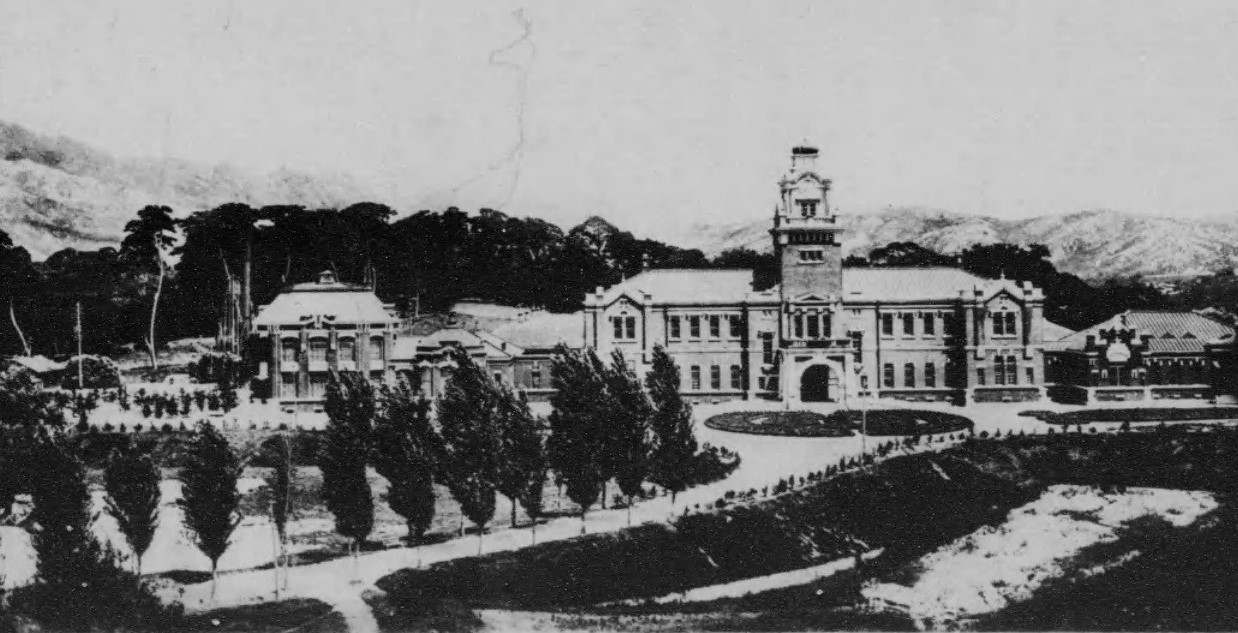
조선총독부의원
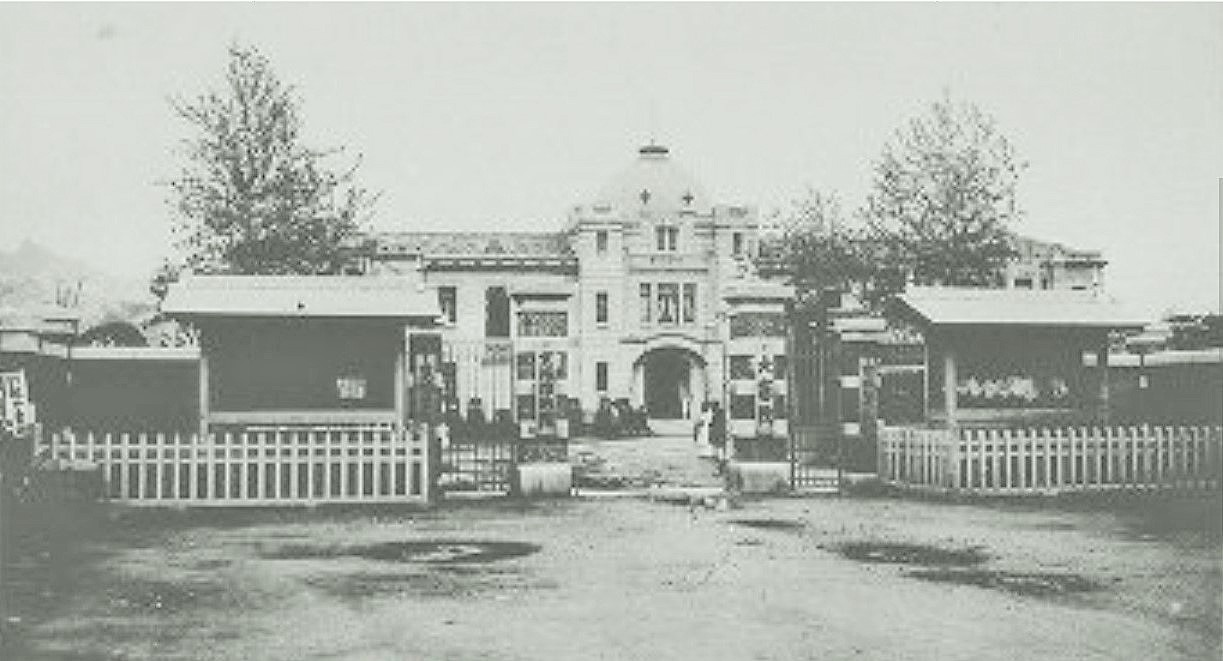
고등법원과 경성지방재판소 (1910년)